# Izraelsko-jordánská mírová smlouva

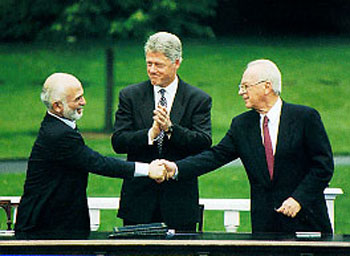
Husajn I., Bill Clinton a Jicchak Rabin

Izraelsko-jordánská mírová smlouva (celým názvem: Mírová smlouva mezi Státem Izrael a Jordánským hášimovským královstvím, hebrejsky הסכם השלום בין ישראל לירדן‎, Heskem ha-šalom bejn Jisra'el le-Jarden, arabsky معاهدة السلام الأردنية الإسرائيلية‎, Mu'áhadat as-salám al-urduníja al-isrá'ílíja) je mírová smlouva podepsaná 26. října 1994 na hraničním přechodu Arava mezi Izraelem a Jordánskem. Smlouva byla výsledkem dlouho trvajícího dialogu mezi oběma stranami a její hlavní cíle se nezaměřovaly přímo na otázku bezpečnostní, nýbrž především na otázky ekonomické a vzájemný dialog.

## Vývoj
Uzavření mírové smlouvy mezi Izraelem a Jordánskem ovlivnilo podepsání mírových smluv z Osla. Samotná jednání byla vedena bez prostředníka, Spojené státy americké, a to přímo. Velký vliv a hnací silou procesu byl vzájemný respekt mezi izraelským premiérem Jicchakem Rabinem a jordánským králem Husajnem. Zlom v jednáních nastal při schůzce v Londýně v květnu 1994. Jicchak Rabin se při nich zaručil Jordánsku, že bude mít privilegované postavení v dohledu na svatá místa islámu v Jeruzalémě. To byla těžká rána Jásiru Arafatovi, který sám chtěl tuto pravomoc mít. Otázka Palestinců byla jedním z hlavních problémů a obav jordánského panovníka Husajna. V roce 1971 sice z království vyhnal Organizaci pro osvobození Palestiny (OOP), avšak stále tvořili palestinští uprchlíci v Jordánsku téměř polovinu obyvatelstva. Obával se proto sekundárních důsledků uzavření dohody, které by mohly znamenat jak zvýšení imigrace Palestinců do Jordánska či ekonomické spolupráce Izraele a Palestinců, což by Jordánsko ekonomicky postihlo. Jeho obavy však rozptýlil Jicchak Rabin, který jej ujistil, že Izrael bude podporovat jeho režim a koordinovat s ním vývoj na palestinské frontě.